# Clara Kovacic
Clara Kovacic (Buenos Aires) és una música, ballarina i actriu argentina.
Va estudiar en el Col·legi Northlands on va cursar el batxillerat internacional amb especialització en teatre. Va viure un any a Nova York.
Va estudiar música al Conservatori Juan José Castro i en la carrera de Composició Musical de la Universitat Catòlica Argentina (UCA), on es va especialitzar en cant i piano. En 2016 va editar l'àlbum Cantando al cielo (Cantant a el cel), component amb guitarra i piano.

## Filmografia
- 2015, Baires
- 2018, Abrakadabra
- 2018, Jazmín
- 2019, El gran combo
- 2019, Noche de horror
- 2020, Asylum
- 2020, La parte oscura
- 2020, El juego de las cien velas

## Àlbums
- 2016, Cantando al cielo